# Stella Academica
Stella Academica är en 4-stämmig damkör vid Göteborgs universitet. 
Kören grundades 1968 på initiativ av musikdirektören Gerhard Berg som då ledde Akademiska Kören. Dirigent är Sara Kollberg Clarke.
Repertoaren är blandad, med inslag från så väl jazz och pop, som visor och klassiskt. Kören övar (just nu) varje måndag kl 18-21 med fikapaus på mitten. Stella Academica brukar ha en egen konsert i slutet av varje termin.
Stella Academica är Sveriges äldsta kvinnliga akademiska kör.[källa behövs] Huvudparten av medlemmarna är studerande vid Göteborgs universitet och kören är knuten till Göta studentkår.
Utöver körens egna hemsida, finns mer info om kören på facebook och instagram.

## Tidigare dirigenter
- Jessica Pettersson och Agnes Falkenberg (2009)
- Katsiaryna Masko (2007–2009)